# Jamal Al-Qabendi
Jamal Al-Qabendi (àrab: جمال يعقوب القبندي)  (Kuwait, 7 d'abril de 1959 - 13 d'abril de 2021) fou un futbolista kuwaitià de la dècada de 1980. Va morir el 13 d'abril de 2021 de complicacions d'una diabetis.
Fou internacional amb la selecció de futbol de Kuwait amb la qual participà a la Copa del Món de futbol de 1982.
Pel que fa a clubs, destacà a Kazma Sporting Club.